# Городок (Молодечненський район)
Городок (біл. вёска Гарадок) — село в складі Молодечненського району Мінської області, Білорусь. Село є адміністративним центром Городоцької сільської ради, розташоване в західній частині області.